# مافیای آمریکایی

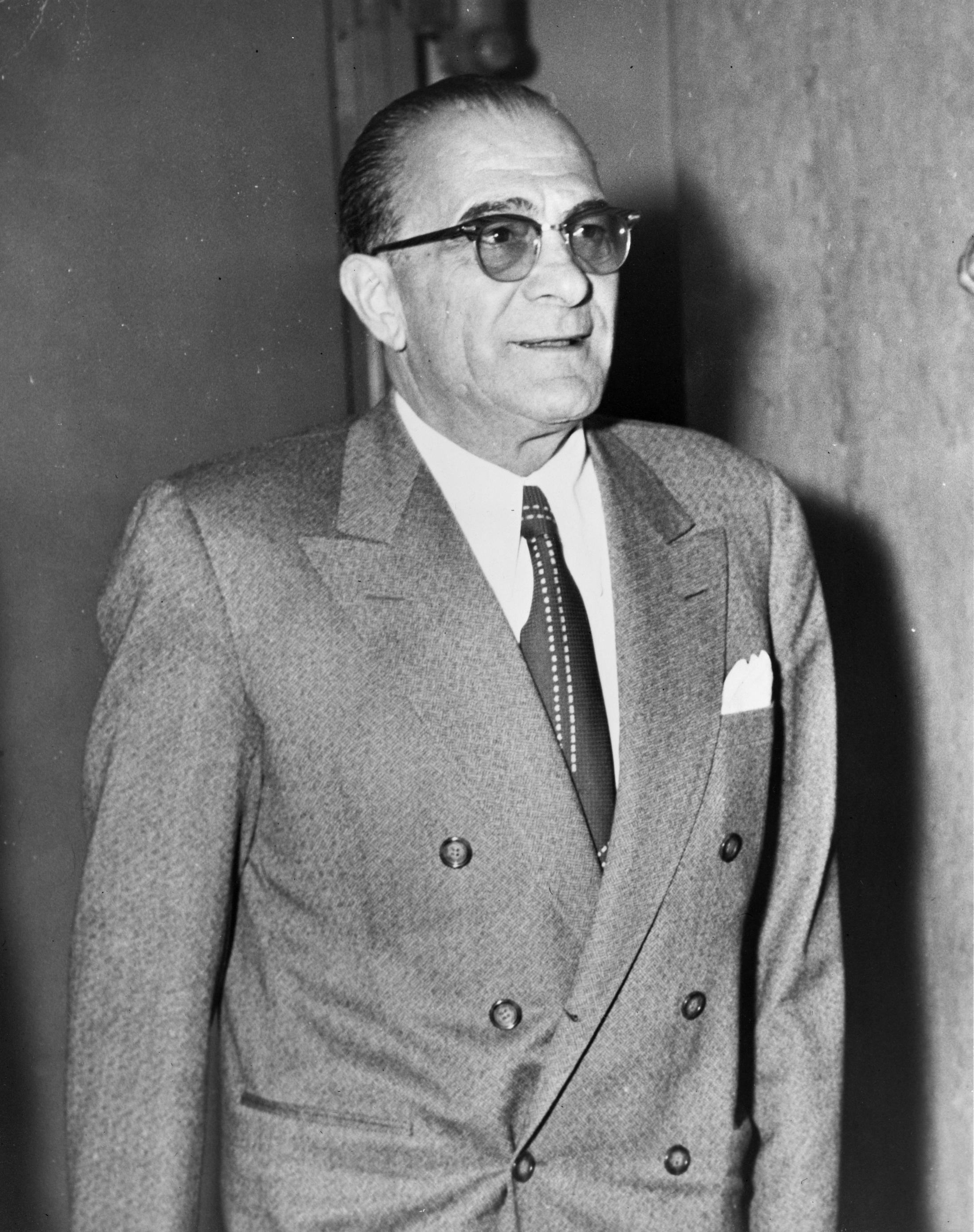
دان ویتون، از بنیانگذاران مافیای آمریکایی

مافیای آمریکایی (به انگلیسی: American Mafia) همچنین شناخته شده با نام‌های ماب (به انگلیسی: Mob)، اصطلاحی است که به‌طور عمده برای گروه‌هایی به کار می‌رود که در جرائم سازمان‌یافته درگیر بوده و در ایالات متحده آمریکا مستقر هستند. این اصطلاح به‌طور خاص برای اشاره به شبکه خانواده‌های تبهکار با پس‌زمینه ایتالیایی آمریکایی به کار می‌رود.
نیویورک تحت تاثیرترین شهر از مافیای آمریکایی است که پنج خانواده مافیایی بر جرائم زیرزمینی آن تسلط نسبی دارند.
مافیای آمریکایی (که معمولاً در آمریکای شمالی با نام‌های مافیای ایتالیایی-آمریکایی، مافیا یا موب شناخته می‌شود) یک سازمان جنایتکار بسیار سازمان‌یافته با ریشه‌های ایتالیایی-آمریکایی است. این سازمان توسط اعضایش اغلب کوزا نوسترا (به معنی "کار ما") نامیده می‌شود و دولت آمریکا آن را با عنوان لا کوزا نوسترا می‌شناسد.
این سازمان ریشه در مافیای سیسیلی دارد و در ابتدا به گروه‌های مافیایی سیسیلی فعال در آمریکا اشاره می‌کرد. ساختار آن شامل سلسله مراتبی از رئیس خانواده مافیایی، معاون رئیس، کاپوها و سربازان مافیا است. عضویت در آن معمولاً به افراد با تبار ایتالیایی-سیسیلی محدود می‌شود.
مافیای آمریکایی در فعالیت‌هایی مانند قاچاق مواد مخدر، قمار غیرقانونی، اخاذی و پولشویی دست داشته است. اگرچه قدرت آن در دهه‌های اخیر کاهش یافته، اما برخی خانواده‌های مافیایی همچنان به فعالیت‌های غیرقانونی ادامه می‌دهند. اصطلاحات مرتبط شامل پنج خانواده نیویورک و کمیسیون مافیایی می‌شود که نقش مهمی در تاریخ جنایت سازمان‌یافته آمریکا ایفا کرده‌اند. مافیای آمریکا نخستین بار در محله‌های فقیرنشین مهاجران ایتالیایی در هارلم شرقی نیویورک (معروف به "هارلم ایتالیایی")، لوئر ایست ساید و بروکلین پدیدار شد. این پدیده همچنین در دیگر مناطق شمال شرقی آمریکا و چندین کلان‌شهر بزرگ دیگر مانند شیکاگو و نیواورلئان در اواخر قرن نوزدهم و اوایل قرن بیستم شکل گرفت. این تحول پس از موج‌های مهاجرت ایتالیایی‌ها به ویژه از سیسیل و دیگر مناطق جنوب ایتالیا رخ داد.
گروه‌های جنایتکار کامپانیا، کالابریا و دیگر مناطق ایتالیا در آمریکا، به همراه جنایتکاران مستقل ایتالیایی-آمریکایی، به تدریج با مافیای سیسیلی ادغام شدند و مافیای پان-ایتالیایی در آمریکای شمالی را ایجاد کردند. امروزه، مافیای ایتالیایی-آمریکایی در فعالیت‌های جنایی مختلف با گروه‌های سازمان‌یافته ایتالیایی مانند مافیای سیسیلی، کامورا در کامپانیا و اندرانگتا در کالابریا همکاری می‌کند.
اساسی‌ترین واحد مافیای آمریکا "خانواده" است که به سازمان‌های جنایی مختلف تشکیل‌دهنده مافیا اشاره دارد. علیرغم نام "خانواده"، این گروه‌ها بر اساس روابط خویشاوندی شکل نگرفته‌اند. مافیا بیشترین فعالیت خود را در شمال شرق آمریکا دارد، با تمرکز ویژه در نیویورک، فیلادلفیا، بالتیمور، نیوجرسی، پیتسبورگ، بوفالو و نیو انگلند (شامل شهرهایی مانند بوستون، پراویدنس و هارتفورد).
این سازمان همچنان در شیکاگو بسیار فعال است و در دیگر کلان‌شهرهای غرب میانه مانند کانزاس‌سیتی، دیترویت، میلواکی، کلیولند و سنت لوئیس حضوری قوی دارد. خارج از این مناطق، مافیا در فلوریدا، فینیکس، لاس وگاس و لس آنجلس نیز بسیار فعال است.
در اوج قدرت مافیا، حداقل ۲۶ شهر آمریکا دارای خانواده‌های کوزا نوسترا بودند. پنج خانواده اصلی مافیای نیویورک که به پنج خانواده معروفند عبارتند از: خانواده گامبینو، خانواده لوچیز، خانواده جنووز، خانواده بونانو و خانواده کلمبو. هر خانواده مافیایی قلمرو خاص خود را دارد و مستقل عمل می‌کند، در حالی که هماهنگی سراسری بر عهده کمیسیون است که از روسای قدرتمندترین خانواده‌ها تشکیل شده است.
اگرچه بیشتر فعالیت‌های مافیا به شمال شرق آمریکا و شیکاگو محدود می‌شود، اما این سازمان همچنان بر جنایت سازمان‌یافته در آمریکا تسلط دارد، علیرغم افزایش تعداد دیگر گروه‌های جنایی. مافیای ایتالیایی-آمریکایی مدت‌هاست که بر جنایت سازمان‌یافته در ایالات متحده حکمرانی می‌کند و ساختار منظم و سلسله مراتب قدرتمند آن، عامل اصلی این تسلط طولانی‌مدت بوده است.

## تاریخچه
ریشه‌شناسی واژه مافیا
واژه مافیا (به ایتالیایی: Mafia) از صفت سیسیلی مافیوسو (mafiusu) گرفته شده است. این واژه در زبان سیسیلی به معنای "ادای مردانگی درآوردن"، "جسارت" یا "نیرنگ" ترجمه می‌شود. بر اساس تحقیقات جامعه‌شناس دیگو گامبتا، در سیسیل قرن نوزدهم، اصطلاح مافیوسو (در ایتالیایی: mafioso) برای توصیف مردانی با ویژگی‌های "نترس"، "کارآفرین" و "مغرور" به کار می‌رفت.
نکته جالب توجه این است که شکل مونث این واژه، یعنی مافیوسا (mafiusa)، در اشاره به زنان به معنای "زیبا" یا "جذاب" بود. این تفاوت معنایی نشان‌دهنده کاربردهای مختلف این واژه در بافت فرهنگی سیسیل است.
در آمریکای شمالی، اصطلاح مافیای ایتالیایی-آمریکایی معمولاً در گفتار عامیانه به صورت خلاصه‌شده "مافیا" یا "موب" (Mob) استفاده می‌شود. اما باید توجه داشت که:
- واژه "مافیا" ممکن است به طور خاص به مافیای سیسیلی یا به طور کلی به جنایت سازمان‌یافته ایتالیایی اشاره داشته باشد
- اصطلاح "موب" می‌تواند شامل دیگر گروه‌های جنایت سازمان‌یافته مانند موب ایرلندی یا حتی مفهوم کلی جنایت سازمان‌یافته باشد
این تفاوت‌های معنایی نشان‌دهنده اهمیت توجه به زمینه استفاده از این واژه‌هاست. تحول معنایی این اصطلاح از یک صفت توصیفی در سیسیل قرن نوزدهم به نامی برای یکی از قدرتمندترین سازمان‌های جنایی جهان، نمونه جالبی از تغییر معنایی در زبان است.

## نخستین نشانه‌های مافیا در آمریکا
اولین گزارش‌های منتشرشده دربارهٔ تشکیل مافیا در ایالات متحده به اواخر دهه ۱۸۶۰ بازمی‌گردد. روزنامه‌های نیواورلئان از جنگ بین باندهای سیسیلی در این شهر خبر دادند. این باندها نام‌شان را از شهرهای سیسیل که اعضایشان از آنجا آمده بودند گرفته بودند - پالرمو، تراپانی و ماسینا.
گسترش تدریجی مافیا
گروه‌های جنایتکار سیسیلی ابتدا در منطقه کلانشهری نیویورک نفوذ پیدا کردند و به تدریج از فعالیت‌های محله‌ای کوچک در گتوهای فقیرنشین ایتالیایی به سازمان‌هایی در سطح شهر و سپس ملی تبدیل شدند. اصطلاح دست سیاه به روش اخاذی مورد استفاده در محله‌های ایتالیایی در اوایل قرن بیستم اشاره داشت. این نام گاهی به اشتباه به جای خود مافیا به کار می‌رفت، در حالی که دست سیاه یک سازمان جنایی مستقل متشکل از باندهای کوچک متعدد بود.
نخستین مافیوزهای شناخته شده
جوزپه اسپوزیتو اولین عضو شناخته شده مافیا بود که به آمریکا مهاجرت کرد. او و شش سیسیلی دیگر پس از قتل یازده زمیندار ثروتمند و دو مقام رسمی در سیسیل، به نیویورک گریختند. اسپوزیتو در سال ۱۸۸۱ در نیواورلئان دستگیر و به ایتالیا مسترد شد.
باندهای معروف اوایل قرن
در فاصله سال‌های ۱۸۹۰ تا ۱۹۲۰، باند پنج نقطه به رهبری پل کلی در نیویورک قدرت زیادی داشت. این باند افرادی مانند جانی توریو، آل کاپونه، لاکی لوچیانو و فرانکی ییل را جذب کرد که بعدها به چهره‌های شاخص جنایت تبدیل شدند. آنها با باند یهودیان ایستمن درگیر بودند.
در شیکاگو، منطقه نوزدهم که به "نوزدهم خونین" معروف شده بود، صحنه درگیری‌های مافیا و انتقام‌گیری‌های خونین بود.
حادثه معروف نیواورلئان
نیواورلئان احتمالاً محل اولین حادثه مافیایی در آمریکا بود که توجه ملی و بین‌المللی را جلب کرد. در ۱۵ اکتبر ۱۸۹۰، دیوید هنسی رئیس پلیس نیواورلئان به شکل تلافی‌جویانه‌ای به قتل رسید. پس از تبرئه متهمان در ۱۴ مارس ۱۸۹۱، جمعیت خشمگین یازده نفر از نوزده متهم را به دار آویختند یا تیرباران کردند. این واقعه به «لینچ کردن نیواورلئان» معروف شد.
عصر ممنوعیت الکل
با تصویب متمم هجدهم قانون اساسی آمریکا در ۱۶ ژانویه ۱۹۱۹، تولید، حمل و فروش مشروبات الکلی در ایالات متحده ممنوع شد. این دوره که به "عصر ممنوعیت" معروف گردید، با وجود ممنوعیت قانونی، تقاضای شدیدی برای الکل در جامعه ایجاد کرد و فضایی به وجود آورد که حتی مقامات اجرایی قانون و سیاستمداران محلی نیز ناچار به چشم‌پوشی از فعالیت‌های غیرقانونی تأمین الکل شدند.
در طول این دوره شاهد افزایش ۴۰ درصدی نرخ قتل در کشور بودیم. تنها در سه ماه اول اجرای قانون، حدود نیم میلیون دلار مشروبات الکلی از انبارهای دولتی به سرقت رفت. آمارها نشان میدهد بیش از ۹۰۰ هزار محموله الکل به مرزهای شهرهای آمریکا قاچاق شد که عمدتاً از کانادا، مناطق کارائیب و ایالت‌های غرب میانه آمریکا تأمین میشد.
سازمان‌های مافیایی از این فرصت طلایی نهایت استفاده را بردند. درآمدهای حاصل از قاچاق الکل به مراتب بیشتر از فعالیتهای سنتی آنها مانند اخاذی، قمار و فحشا بود. این دوره به مافیا امکان داد تا ساختار سازمانی خود را تقویت کند، شبکه‌های توزیع گستردهای ایجاد نماید و روابط خود با مقامات فاسد را توسعه دهد.
در دهه ۱۹۲۰، رقابت شدیدی بین گروههای مافیایی برای کنترل بازار الکل شکل گرفت. در نیویورک، فرانکی ییل با باند ایرلندی موسوم به "دست سفید" درگیر شد. در شیکاگو، آل کاپون و دارودسته‌اش باند ایرلندی "نورث ساید" را به شدت سرکوب کردند. اما مهمترین درگیری، رقابت بین جو ماسریا و سالواتوره مارانزانو بود که به "جنگ کاستلاماره" معروف شد و با قتل ماسریا در سال ۱۹۳۱ به پایان رسید.
پس از مرگ ماسریا، مارانزانو کنترل اوضاع را در دست گرفت. او نیویورک را بین پنج خانواده اصلی تقسیم کرد، قوانین و ساختار جدید مافیا را تدوین نمود و خود را به عنوان "رئیس رؤسا" معرفی کرد. اما این قدرت مطلق دیری نپایید و مارانزانو تنها شش ماه بعد به دستور لاکی لوچیانو ترور شد. این تحولات پایه‌های تشکیل "کمیسیون مافیا" را بنا نهاد که برای دهه‌ها بر جنایت سازمان‌یافته آمریکا حکمرانی کرد.
شکل‌گیری کمیسیون
در سال ۱۹۳۱، لاکی لوچیانو به جای سیستم قدیمی "کاپو دی توتتی کاپی" (رئیس رؤسا) که در آن یک نفر به عنوان رهبر مطلق مافیا حکمرانی می‌کرد، سیستم جدیدی به نام "کمیسیون" را پایه‌گذاری کرد. در این سیستم جدید، روسای قدرتمندترین خانواده‌های مافیایی در تصمیم‌گیری‌های مهم و حل اختلافات بین خانواده‌ها حق رأی برابر داشتند. این گروه بر سندیکای ملی جنایت حکمرانی می‌کرد و دوره‌ای از صلح و رونق را برای مافیای آمریکا به ارمغان آورد.
گسترش خانواده‌های مافیایی
تا میانه قرن بیستم، ۲۶ خانواده مافیایی رسمی با تأیید کمیسیون در شهرهای مختلف آمریکا فعالیت می‌کردند (به استثنای پنج خانواده نیویورکی که همگی در نیویورک مستقر بودند). هر خانواده به طور مستقل عمل می‌کرد و قلمرو خاص خود را کنترل می‌نمود. برخلار نسل قدیمی مافیوزها مانند مارانزانو و ماسریا که فقط با ایتالیایی‌ها کار می‌کردند، نسل جدید به رهبری لوچیانو بیشتر تمایل داشتند با گروه‌های دیگر از جمله سندیکاهای جنایت یهودی-آمریکایی همکاری کنند.
فعالیت‌های اقتصادی مافیا
پس از پایان ممنوعیت الکل در سال ۱۹۳۳، مافیا فعالیت‌های درآمدزای خود را متنوع کرد که شامل موارد زیر می‌شد:
- قمار غیرقانونی
- وام‌دهی با بهره‌های کلان
- اخاذی و باج‌گیری
- قاچاق مواد مخدر
- کنترل اتحادیه‌های کارگری
مافیا در میانه قرن بیستم موفق شد بسیاری از اتحادیه‌های کارگری از جمله اتحادیه رانندگان کامیون (تیمسترز) و اتحادیه کارگران بارانداز را تحت کنترل بگیرد. این کنترل به آنها امکان نفوذ به کسب‌وکارهای قانونی مانند ساخت‌وساز، مدیریت پسماند، حمل‌ونقل و صنایع لباس را می‌داد.
فعالیت‌های بین‌المللی
مایر لانسکی در دهه ۱۹۳۰ به صنعت کازینو در کوبا نفوذ کرد. وقتی فولخنثیو باتیستا در سال ۱۹۵۲ به قدرت رسید، روسای مافیا توانستند در کازینوهای قانونی سرمایه‌گذاری کنند. اما با انقلاب کوبا و به قدرت رسیدن فیدل کاسترو، این فعالیت‌ها پایان یافت.
در لاس‌وگاس، مافیا از دهه ۱۹۴۰ شروع به سرمایه‌گذاری در کازینوها کرد. خانواده‌های مافیایی از نیویورک، کلیولند، کانزاس‌سیتی، میلواکی و شیکاگو در این شهر فعالیت داشتند. آنها از صندوق بازنشستگی اتحادیه تیمسترز وام می‌گرفتند و با استفاده از افراد ظاهراً قانونی، کازینو می‌ساختند.
مقابله قانون‌گذاران
تا دهه ۱۹۵۰، مافیا با مقاومت کمی از سوی قانون مواجه بود. در سال ۱۹۵۱، کمیته کیفاور در سنا وجود یک "سازمان جنایتکار شرور" به نام مافیا را تأیید کرد. در سال ۱۹۵۷، پلیس نیویورک جلسه‌ای در آپالاچین کشف کرد و چندین چهره مهم مافیایی را دستگیر کرد. این رویداد باعث شد اف‌بی‌آی سازمان‌یافته جنایت را به عنوان یک مشکل جدی بپذیرد.
در سال ۱۹۶۳، جو والاچی اولین عضو مافیا شد که به مقامات قضایی اطلاعات داد. او جزئیات زیادی درباره عملکرد داخلی مافیا فاش کرد و وجود این سازمان را به طور رسمی به مقامات قانونی اثبات نمود. پس از این افشاگری‌ها، اف‌بی‌آی حملات شدیدی را علیه سندیکای ملی جنایت آغاز کرد و واحدهای ویژه مبارزه با جنایت سازمان‌یافته را در شهرهای مختلف ایجاد نمود. اگرچه این اقدامات فعالیت‌های مافیا را محدود کرد، اما نتوانست آن را به طور کامل متوقف سازد.
نفوذ مافیا در اقتصاد آمریکا
رسوایی ورزشی و شرط‌بندی
در اواخر دهه ۱۹۷۰، مافیا در صنایع متعددی از جمله شرط‌بندی روی مسابقات ورزشی دانشگاهی نفوذ داشت. اعضای مرتبط با خانواده جنایتکار لوچیز در رسوایی دستکاری امتیازات تیم بسکتبال کالج بوستون دست داشتند. ریک کوهن، هنری هیل و دیگران با رشوه دادن و تهدید بازیکنان، نتایج بازی‌های فصل ۱۹۷۹-۱۹۷۸ را برای سود شرط‌بندی‌های خود دستکاری کردند.
کلاهبرداری مالیاتی سوخت
یکی از سودآورترین طرح‌های مافیا، کلاهبرداری از مالیات سوخت بود. مایکل فرانزسه، معروف به "دون یوپی"، با ایجاد طرح‌های پیچیده بیش از ۲۹۰ میلیون دلار از مالیات فروش بنزین را به سرقت برد. او با تعطیل کردن پمپ بنزین‌ها قبل از رسیدن مأموران مالیاتی، از پرداخت مالیات فرار می‌کرد تا بتواند بنزین را با قیمت پایین‌تر بفروشد.
نفوذ در اتحادیه‌های کارگری
مافیا با کنترل اتحادیه‌های کارگری در شهرهای بزرگی مانند نیویورک، فیلادلفیا و شیکاگو، به صنایع مختلف نفوذ پیدا کرد. بسیاری از اعضای مافیا به‌عنوان مقامات اتحادیه‌ها فعالیت می‌کردند و از این طریق به اخاذی از کسب‌وکارهای بزرگ می‌پرداختند. این کنترل تا دهه‌های اخیر نیز ادامه داشت و موارد فساد در اتحادیه‌های اسکله نیوجرسی، کارگران بتن و رانندگان کامیون ثبت شده است.
رستوران‌ها و قاچاق مواد مخدر
رستوران‌های تحت کنترل مافیا در نیویورک، هم محل برگزاری جلسات مهم و هم مرکز قاچاق مواد مخدر بودند. بین سال‌های ۱۹۸۵ تا ۱۹۸۷، مافیوزهای سیسیلی حدود ۱.۶۵ میلیارد دلار هروئین را در محموله‌های مواد غذایی به ویژه از طریق پیتزافروشی‌ها وارد آمریکا کردند.
دوران طلایی لاس‌وگاس
پس از جنگ جهانی دوم، مافیا با افتتاح کازینو فلامینگو به صنعت قمار در لاس‌وگاس وارد شد. سرمایه‌گذاری خانواده‌های مافیایی در کازینوهایی مانند استارداست، صحرا، تروپیکانا و ریویرا، پایه‌های توسعه اقتصادی این شهر را بنا نهاد. درآمدهای قانونی این کازینوها، فعالیت‌های غیرقانونی مافیا را از دهه ۱۹۵۰ تا ۱۹۸۰ تأمین مالی می‌کرد.
افول نفوذ در لاس‌وگاس
دهه ۱۹۶۰ آغاز کاهش نفوذ مافیا در اقتصاد لاس‌وگاس بود. دولت نوادا با تصویب قانونی در ۱۹۶۹، مالکیت شرکت‌ها بر کازینوها را تسهیل کرد. یک سال بعد، کنگره آمریکا قانون RICO را تصویب کرد که به مقامات اجازه می‌داد به‌طور مؤثرتری با مافیا مبارزه کنند. در دهه ۱۹۸۰، بسیاری از مافیوزها بر اساس این قانون محکوم و زندانی شدند که به کاهش شدید نفوذ مافیا در لاس‌وگاس انجامید.
قانون RICO و تأثیر آن بر مافیا
قانون RICO که در سال ۱۹۷۰ به تصویب رسید، تحولی اساسی در مبارزه با جنایت سازمان‌یافته ایجاد کرد. این قانون با هدف مقابله با فعالیت‌های گروه‌های تبهکار طراحی شده بود و به مقامات قضایی امکان می‌داد به جای تعقیب افراد، کل ساختار سازمان‌های جنایی را هدف قرار دهند.
بر اساس این قانون، هرگونه فعالیت در چارچوب یک سازمان جنایی می‌توانست مجازات‌های سنگینی در پی داشته باشد. برای هر اتهام، مجازات حبس تا ۲۰ سال و جریمه نقدی تا ۲۵.۰۰۰ دلار پیش‌بینی شده بود. علاوه بر این، تمام اموال و دارایی‌های کسب‌شده از طریق فعالیت‌های غیرقانونی می‌بایست مصادره می‌شد.
کارایی این قانون در دهه‌های ۱۹۸۰ و ۱۹۹۰ به خوبی آشکار شد. آمارها نشان می‌دهد بین سال‌های ۱۹۸۱ تا ۱۹۹۲، تعداد قابل توجهی از سران مافیا به دام قانون افتادند. ۲۳ رئیس خانواده‌های تبهکار، ۱۳ معاون و ۴۳ کاپو محکوم شدند و تا سال ۱۹۹۰ بیش از ۱۰۰۰ نفر از چهره‌های شاخص مافیا به زندان افتادند.
یکی از معروف‌ترین پرونده‌های مبتنی بر این قانون، محاکمه جان گوتی، رئیس وقت خانواده گامبینو بود. در این پرونده، همکاری یکی از نزدیکان گوتی به نام سامی گراوانو با مقامات قضایی، نقش تعیین‌کننده‌ای در محکومیت او داشت. گراوانو در ازای مصونیت قضایی، اطلاعات ارزشمندی درباره فعالیت‌های خانواده گامبینو ارائه داد.
اگرچه این قانون نتوانست به طور کامل مافیا را از بین ببرد، اما تأثیر قابل توجهی بر کاهش قدرت و نفوذ آن داشت. بسیاری از ساختارهای سنتی مافیا آسیب دیدند و فعالیت‌های این سازمان‌ها با محدودیت‌های جدی مواجه شد. قانون RICO نشان داد که با ابزارهای حقوقی مناسب می‌توان با جنایت سازمان‌یافته به طور مؤثر مبارزه کرد.
تحولات مافیا در قرن بیست و یکم
سیاست‌های جدید دستگاه قضایی آمریکا تأثیر عمیقی بر ساختار مافیا گذاشت. برنامه حفاظت از شاهدان که شامل تغییر هویت و حمایت مالی مادام‌العمر می‌شد، انگیزه‌ای قوی برای همکاری اعضای مافیا ایجاد کرد. در دهه ۱۹۹۰، ده‌ها نفر از اعضای مافیا با افشای اطلاعات محرمانه، موجب دستگیری صدها همدست خود شدند. این روند ضربه سنگینی به ساختار مافیا وارد آورد.
پرونده جوزف ماسینو، رئیس سابق خانواده بونانو، نقطه عطفی در مبارزه با مافیا بود. او در سال ۲۰۰۳ به اتهامات متعددی از جمله هفت مورد قتل، اخاذی و پولشویی دستگیر شد. محاکمه او در سال ۲۰۰۴ به محکومیت قطعی انجامید. نکته جالب توجه این بود که ماسینو برای فرار از مجازات اعدام، حاضر به همکاری با مقامات قضایی شد و به اولین رئیس خانواده مافیایی نیویورک تبدیل شد که به عنوان شاهد دولتی همکاری می‌کرد.
امروزه مافیا اگرچه قدرت سابق را ندارد، اما همچنان در عرصه جنایت سازمان‌یافته فعال است. فعالیت‌های آنها شامل مواردی مانند قتل، اخاذی، فساد اداری و نفوذ در کسب‌وکارهای قانونی است. آنها همچنین به روش‌های جدیدی مانند کلاهبرداری مالیاتی و دستکاری در بازار سهام روی آورده‌اند.
با وجود کاهش حوزه نفوذ جغرافیایی، مافیا به دلایل مختلفی از جمله ساختار منظم سلسله‌مراتبی و انعطاف‌پذیری در برابر تغییرات، همچنان نقش مهمی در جنایت سازمان‌یافته ایفا می‌کند. یکی از راهکارهای جدید آنها برون‌سپاری برخی فعالیت‌ها به گروه‌های جنایی دیگر مانند باندهای موتورسواران است.
نکته قابل تأمل این است که پس از حوادث ۱۱ سپتامبر، تمرکز نهادهای امنیتی بیشتر به سمت تهدیدات تروریستی معطوف شده و این تغییر اولویت ممکن است به مافیا فرصت بیشتری برای فعالیت داده باشد. هرچند کارشناسان معتقدند مافیا هرگز به قدرت و نفوذ دهه‌های گذشته باز نخواهد گشت، اما همچنان به عنوان یکی از بازیگران اصلی عرصه جنایت سازمان‌یافته در مناطق شمال شرقی آمریکا و شیکاگو به فعالیت خود ادامه می‌دهد.

## ساختار سازمانی مافیای آمریکا
مافیای آمریکا از یک چارچوب سازمانی دقیق و سلسله مراتبی پیروی می‌کند که در سال ۱۹۳۱ توسط سالواتوره مارانزانو طراحی شد. این سیستم شامل پنج خانواده اصلی است که هر کدام ساختار درونی خاص خود را دارند.
در رأس هر خانواده، رئیس قرار دارد که به عنوان قدرت نهایی عمل می‌کند. این فرد که گاهی "دون" یا "پدرخوانده" خوانده می‌شود، از تمام عملیات‌های خانواده سهم دریافت می‌کند. در برخی موارد، رئیس خانواده از طریق رأی گیری بین کاپوها انتخاب می‌شود، اگرچه در عمل بسیاری از این انتخابات از قبل نتیجه‌شان مشخص است.
معاون، مقام دوم در خانواده محسوب می‌شود. این فرد معمولاً توسط رئیس انتخاب شده و مسئولیت اداره امور روزمره یا نظارت بر سودآورترین فعالیت‌های خانواده را بر عهده دارد. در صورت زندانی شدن رئیس، معاون به طور خودکار به عنوان رئیس موقت عمل می‌کند.
مشاور، سومین مقام ارشد در ساختار مدیریتی است. این فرد به عنوان دست راست رئیس عمل کرده و نقش میانجی در اختلافات داخلی و نماینده خانواده در مذاکرات با گروه‌های دیگر را ایفا می‌کند. معمولاً رئیس یک دوست نزدیک یا مشاور مورد اعتماد خود را برای این موقعیت انتخاب می‌کند.
در سطح عملیاتی، کاپوها مسئولیت هدایت تیم‌های متشکل از ۱۰ تا ۲۰ سرباز و تعداد بیشتری همکار را بر عهده دارند. آنها موظفند درصدی از درآمد خود و زیردستانشان را به رئیس پرداخت کنند. کاپوها در برخی موارد ممکن است قدرت قابل توجهی به دست آورند و حتی از مقامات بالاتر خود نیز تأثیرگذارتر شوند.
سربازان، اعضای رسمی و "ساخته شده" خانواده هستند. برای تبدیل شدن به سرباز، فرد معمولاً باید تبار ایتالیایی کامل داشته باشد، اگرچه در برخی خانواده‌های امروزی، نیمی ایتالیایی بودن از طرف پدر نیز کافی است. سربازان مسئول انجام فعالیت‌های عملیاتی مانند حملات، قتل‌ها، اخاذی و ارعاب هستند و در عوض از حمایت کامل خانواده و دسترسی به شبکه ارتباطی آن برخوردار می‌شوند.
یکی از ویژگی‌های کلیدی این ساختار، سیستم انتقال دستورات از طریق زنجیره فرماندهی است که به رهبران ارشد اجازه می‌دهد از توجه مقامات قانونی در امان بمانند. همچنین، در مواقعی که رئیس خانواده در زندان به سر می‌برد، یک هیئت حکومتی موقت تشکیل می‌شود تا مسئولیت‌ها را بین چند نفر تقسیم کند.
این ساختار سازمانی دقیق و در عین حال انعطاف‌پذیر، به مافیای آمریکا اجازه داده است که علیرغم فشارهای شدید قانونی در دهه‌های اخیر، به حیات خود ادامه دهد و کنترل مؤثری بر فعالیت‌های اعضای خود اعمال کند.

## تعامل مافیا با دستگاه‌های قانون‌گذار
محدودیت‌های داخلی مافیا
در بسیاری از خانواده‌های مافیایی، قتل مقامات دولتی به دلیل احتمال واکنش شدید پلیس ممنوع است. در موارد نادر، حتی برنامه‌ریزی برای چنین قتلی ممکن است مجازات مرگ در پی داشته باشد. نمونه بارز این موضوع، قتل گانگستر یهودی "داچ شولتز" توسط همتایان ایتالیایی‌اش بود که نگران بودند نقشه او برای کشتار توماس دیویی، دادستان نیویورک، توجه بی‌سابقه پلیس را به مافیا جلب کند.
نقض قوانین داخلی
با این حال، مافیا در تاریخچه خود مواردی از قتل مأموران قانون را نیز دارد. جو پتروزینو، افسر پلیس نیویورک، در حین مأموریت در سیسیل توسط مافیوزهای سیسیلی به قتل رسید. بعدها مجسمه‌ای از او در مقابل محل تجمع خانواده لوچیز نصب شد.
کمیته کیفاور (۱۹۵۱)
این کمیته ویژه سنای آمریکا تحت ریاست سناتور دموکرات، استس کیفاور، تأیید کرد که یک "سازمان جنایتکار شوم" به نام مافیا در سراسر آمریکا فعالیت می‌کند. جلسات رسانه‌ای این کمیته که در سطح ملی پخش می‌شد، توجه افکار عمومی را جلب کرد و اف‌بی‌آی را وادار به پذیرش وجود جنایت سازمان‌یافته نمود. در پی آن، اف‌بی‌آی در سال ۱۹۵۳ برنامه "هودلوم‌های برتر" را برای جمع‌آوری اطلاعات سیستماتیک درباره مافیوزها راه‌اندازی کرد.
نشست آپالاچین (۱۹۵۷)
این نشست تاریخی که در خانه جوزف "جو آرایشگر" باربارا در آپالاچین نیویورک برگزار شد، حدود ۱۰۰ مافیوز از آمریکا، ایتالیا و کوبا را گرد هم آورد. موضوعات مورد بحث شامل قرض‌گیری نزولی، قاچاق مواد مخدر و قمار بود. حمله پلیس به این نشست منجر به فرار بسیاری از شرکت‌کنندگان به جنگل‌های اطراف شد. بیش از ۶۰ رئیس مافیایی دستگیر شدند، اگرچه تمام محکومیت‌ها بعداً در تجدید نظر لغو شد. این رویداد وجود یک شبکه جنایتکار ملی را تأیید کرد.
اعترافات والاچی (۱۹۶۳)
جو والاچی، عضو خانواده جنووزه، پس از قتل یک زندانی در سال ۱۹۶۲، به همکاری با وزارت دادگستری آمریکا روی آورد. شهادت او در جلسات کمیته مک‌کللن سنای آمریکا، اولین بار بود که یک عضو مافیا به صورت عمومی وجود این سازمان را تأیید می‌کرد. والاچی با نقض سوگند سکوت (اومرتا)، جزئیات بی‌سابقه‌ای از تاریخچه، عملیات و تشریفات مافیا را فاش کرد.
محاکمه کمیسیون (۱۹۸۵-۱۹۸۷)
در چارچوب قانون RICO، نه رهبر مافیای نیویورک به اتهاماتی از جمله قاچاق مواد مخدر، قرض‌گیری نزولی و اخاذی متهم شدند. هشت نفر از متهمان در نوامبر ۱۹۸۶ به اتهامات رشوه‌خواری محکوم شدند. این محاکمه ضربه سنگینی به ساختار مافیا وارد کرد.
دستگیری‌های گسترده ۲۰۱۱
در ۲۰ ژانویه ۲۰۱۱، وزارت دادگستری آمریکا ۱۶ کیفرخواست علیه خانواده‌های مافیایی شمال شرق آمریکا صادر کرد که منجر به ۱۲۷ متهم و بیش از ۱۱۰ دستگیری شد. این عملیات که بزرگترین اقدام ضد مافیایی در تاریخ آمریکا محسوب می‌شد، خانواده‌های پنجگانه نیویورک و همچنین خانواده‌های دکالوکانته و پاتریارکا را تحت تأثیر قرار داد.

## تصویر مافیا در فرهنگ عامه
سینما
فیلم صورت زخمی (۱۹۳۲) به صورت آزاد بر اساس زندگی آل کاپون ساخته شد. 
در سال ۱۹۶۸، فیلم برادرهود با بازی کرک داگلاس در نقش یک رئیس مافیا اکران شد که با شکست تجاری مواجه شد. 
با این حال، این فیلم الهام‌بخش پارامونت پیکچرز برای سرمایه‌گذاری بر روی رمان ماریو پوزو شد که نتیجه آن تولد شاهکار پدرخوانده (۱۹۷۲) به کارگردانی فرانسیس فورد کوپولا بود.
این فیلم که برنده جایزه اسکار بهترین فیلم شد، موجی از تولیدات مرتبط با مافیا را به راه انداخت:
- دنباله موفق پدرخوانده قسمت دوم (۱۹۷۴)
- فیلم‌های بر اساس شخصیت‌های واقعی مانند:
- حرمت پدرت را نگه دار (۱۹۷۳)
- لاکی لوچیانو (۱۹۷۳)
- لپکه و کاپونه (هر دو ۱۹۷۵)
تلویزیون
- مجموعه وقایع‌نگاری گانگسترها (۱۹۸۱) از انبیسی که به ظهور گانگسترهای دهه ۲۰ و ۳۰ پرداخت
- سریال تحسین‌شده سوپرانوها از اچبیاو که فرهنگ مدرن مافیای نیوجرسی را به تصویر کشید
- شخصیت فَت تونی در سریال انیمیشنی سیمپسون‌ها به عنوان معاون مافیای اسپرینگفیلد
بازی‌های ویدئویی
- مجموعه مافیا از ۲کی چک که داستان افرادی را روایت می‌کند که درگیر خانواده‌های مافیایی می‌شوند
- سری سرقت بزرگ اتومبیل از راکستار گیمز که شامل چندین خانواده مافیایی در لیبرتی سیتی (شهری مبتنی بر نیویورک) است:
- در نسخه‌های "جهان سه‌بعدی": خانواده‌های فورلی، لئونه و سینداکو
- در نسخه‌های "جهان اچدی": خانواده‌های آنسلتی، گامبتتی، لوپیسللا، مسینا و پاوانو (ارجاعی به پنج خانواده)
- بازی پدرخوانده (۲۰۰۶) و دنباله آن که بر اساس فیلم‌های مشهور ساخته شدند
این آثار نه تنها بر تصور عمومی از مافیا تأثیر گذاشته‌اند، بلکه به نوعی اسطوره‌سازی از این سازمان جنایی کمک کرده‌اند. بسیاری از جنبه‌های نمایش داده شده در این آثار، اگرچه گاهی اغراق‌آمیز هستند، اما ریشه در واقعیت دارند و بازتابی از ادراک جامعه از مافیای آمریکایی محسوب می‌شوند.